# Toe Fat
Toe Fat — англійський рок-гурт.
Утворений в червні 1969 року. До складу групи ввійшли: Кен Хенслі (Ken Hensley; 24 серпня 1945, Лондон, Велика Британія) — гітара; Кліфф Беннетт (Cliff Bennett) — вокал; Джон Гласскок (John Glasscock) — бас та Лі Керслейк (Lee Kerslake) — ударні. До створення Toe Fat Хенслі, Гласскок та Керслейк виступали у формації The Gods, а ветеран британської біт-сцени Кліфф Беннетт стояв на чолі таких гуртів, як The Rebel Rousers та The Cliff Bennett Band.
Більшість творчого матеріалу, який потрапив до дебютного лонгплея «Toe Fit», належала перу Керслейка, а схильність до прогресивної музики досконало підкреслював гострий голос вокаліста. Проте цікавішою за музику на цьому альбомі виявилась обкладинка з авангардним малюнком. Платівка продавалась непогано, але й не так добре, як сподівались. Внаслідок цього Toe Fat залишили Керслейк та Хенслі (згодом вони опинилися в Uriah Heep), а на їхні місця прийшли: брат Джона Гласскока — Браян (Brian) — ударні та Алан Кенделл (Alan Kendal) — гітара. Новим складом група записала альбом, який як і попередній продюсував Джон Піл, а також вирушила в два концертних турне Америкою. Однак незабаром група розпалась, коли її американський менеджмент припинив фінансову підтримку.

## Дискографія
- 1970: Toe Fat
- 1971: Toe Fat II